# كارولين من بادن
كارولين من بادن (الألمانية:Friederike Karoline Wilhelmine von Baden؛ 13 يوليو 1776 - 13 نوفمبر 1843)؛ كانت أخر ناخبة بافاريا وأول ملكة بافاريا من خلال زواجها من ماكسيمليان الأول يوزف.

## السيرة الذاتية
ولدت الأميرة فريدريكه كارولينه فيلهلمينه في 13 يوليو 1776 في كارلسروه بـ مرغريفية بادن هي الأكبر أبناء كارل لودفيغ، أمير بادن الوراثي وزوجته لاندغرافين أمالي من هسن-دارمشتات؛ وأيضا هي كانت تؤام الأميرة أمالي؛ وأيضا شمل أخواتها لويز إمبراطورة روسيا وفريدريكا ملكة السويد وأيضا ماري دوقة براونشفايغ-فولفنبوتل وفيلهيلمين دوقة هسن والراين الكبرى والدة ماريا إمبراطورة روسيا، وفي حين شقيقها الوحيد هو كارل لودفيغ فريدرخ كان دوق بادن الأكبر خلفاً لجده كارل فريدرش.
اعتبرت كارولين عروس المفترضة لأخر سليل أمراء كوندي لويس أنتوني هنري دي بوربون دوق إنغين، ولكن الخوف من اجتذاب المعارضة في فرنسا الثورية جعلت عائلتها تتردد كثيراً، ومع ذلك في 9 مارس 1797 أصبحت الزوجة الثانية لابن خالها دوق تسفايبروكن ماكسيمليان الأول والذي أصبح ناخب بافاريا وبالاتينات بعد عامين، وبعد حل الإمبراطورية الرومانية المقدسة في 1806 رُفِع الانتخابية بافاريا وبالاتينات إلى مملكة بافاريا، ونتيجة لذلك أصبحت كارولين ملكة بافاريا، ومع ذلك كان للزوجين ستة بنات وابن واحداً، وبما في ذلك انجبت التوائم مرتين، بحيث اعتبر ذلك حدث مثير لاهتمام على اعتبر أنها تؤام كذلك.
استطعت كارولين الحفاظ على دينها البروتستانتية ومع وجود لها رعاياها الخاصة داخل البلاط، توفيت الملكة في 1841 في ميونخ، توفي زوجها في 1825 قبل ستة عشر عاماً.

## الذرية
| الأبناء                                  | الأبناء | الأبناء               | الأبناء        | الأبناء |
| الاسم                                    | الصورة  | الميلاد               | الوفاة         | الملاحظة |
| ---------------------------------------- | ------- | --------------------- | -------------- | --- |
| ابن                                      |         | 5 سبتمبر 1799         | 5 سبتمبر 1799  | ولد ميتاً |
| ماكسيمليان يوزف كارل                     |         | 28 أكتوبر 1800        | 12 فبراير 1803 | توفي صغيراً |
| إليزابيث لودوفيكا ملكة بروسيا القرينة    |         | 13 نوفمبر 1801 (تؤام) | 14 ديسمبر 1873 | تزوجت في 1823 من فريدرخ فيلهلم الرابع؛ ليس لديهم أبناء                                                                                    |
| أمالي أوغستا ملكة ساكسونيا القرينة       |         | 13 نوفمبر 1801 (تؤام) | 8 نوفمبر 1877  | تزوجت في 1822 من يوهان ملك ساكسونيا؛ لديهم ذرية.                                                                                          |
| ماري آن ليوبولدينه ملكة ساكسونيا القرينة |         | 27 يناير 1805 (تؤام)  | 13 سبتمبر 1877 | تزوجت في 1833 من فريدرخ أوغست الثاني؛ ليس لديهم أبناء.                                                                                    |
| صوفي فريدريكا أرشيدوقة النمسا            |         | 27 يناير 1805 (تؤام)  | 28 مايو 1872   | تزوجت في 1824 الأرشيدوق فرانتس كارل من النمسا؛ لهم ذرية؛ بما في ذلك فرانتس يوزف الأول إمبراطور النمسا-المجر وماكسيمليان إمبراطور المكسيك. |
| لودوفيكا فيلهلمينه دوقة في بافاريا       |         | 30 أغسطس 1808         | 25 يناير 1892  | تزوجت في 1828 من الدوق ماكسيميليان يوزف في بافاريا؛ لهم ذرية؛ بما في إليزابيث إمبراطورة النمسا-المجر وماري صوفي ملكة الصقليتين.           |
| ماكسيميليانا يوزفا كارولينه              |         | 21 يوليو 1810         | 4 فبراير 1821  | توفيت وهي طفلة. |